# Ziyadat Allah III
Abu Mudar Ziyadat Allah III (in arabo أبو مضر زيادة الله الثالث‎?; ... – 916) fu l'undicesimo e ultimo Emiro aghlabide dell'Ifriqiya.
Assunse il potere dopo l'assassinio del padre ʿAbd Allāh II nel 903. Immediatamente dopo mandò a morte tutti i suoi fratelli e zii, oltre a ogni altro possibile rivale, e i cadaveri furono seppelliti all'Isola dei Porri
 Mentre tali massacri ne rafforzarono la posizione nel breve periodo, la dinastia aghlabide perse però qualsiasi prestigio agli occhi dei suoi sudditi e del resto del mondo islamico.
La tribù berbera dei Kutāma, agli ordini del dāʿī ismailita Abū 'Abd Allah al-Shi‛i continuò a guadagnar terreno e consensi, fino a prendere il controllo della cittadina di Sétif. Dopo che due campagne militari aghlabidi, nel 905 e nel 906, erano totalmente fallite, al-Shīʿī operò un potente contrattacco e, dopo aver conquistato l'Ifrīqiya meridionale, le truppe aghlabidi furono totalmente mandate in rotta nella battaglia di al-Arbus del 18 marzo 909.
Tutta l'Ifrīqiya cadde così nelle mani dei Kutāma e la secolare dinastia aghlabide finì ad opera dei vincitori Fatimidi.
Ziyādat Allāh III fuggì con una buona quantità di gioielli verso il Mashreq ma non riuscì a ottenere alcun appoggio dai suoi signori abbasidi, finendo i suoi giorni (sia pur in modo dorato) nel 916, in Palestina.